# Lozoyuela-Navas-Sieteiglesias
Lozoyuela-Navas-Sieteiglesias er en kommune i det centrale Spanien i Madrid-regionen. Den har et indbyggertal på 1.483 (2024) indbyggere.